# Craspedia glauca
Craspedia glauca là một loài thực vật có hoa trong họ Cúc. Loài này được (Labill.) Spreng. mô tả khoa học đầu tiên năm 1826.